# Nefrologie
Nefrologie is het onderdeel van de interne geneeskunde dat zich met nieraandoeningen bezighoudt. De arts van dit vakgebied heet nefroloog.
Veel nierziekten hebben te maken met afwijkingen van de membraan van de zeeflichaampjes (glomeruli) die het bloedplasma filteren. Voorbeelden van ziekten die door nefrologen worden behandeld zijn diabetische nefropathie, contrastnefropathie, aantasting van de nieren door NSAID's, maligne hypertensie en de ziekte van Berger (IgA nefropathie). Ook mensen die een moeilijk behandelbare hoge bloeddruk hebben komen vaak terecht bij een nefroloog.
Het woord nefrologie is afgeleid van het Griekse woord 'nefros' dat 'nier' betekent.

## Nefrologie versus urologie
Ook de urologie is een medisch specialisme dat zich bezighoudt met de nieren en urinewegen. De urologie is onderdeel van de heelkunde, en de nefrologie onderdeel van de interne geneeskunde. Een nefroloog richt zich met name op de functie en werking van de nieren, en behandelt deze zo nodig met medicatie of dialyse. De uroloog voert operaties aan nieren, urinewegen, prostaat, blaas en geslachtsorganen uit.